# Sonia Gioria
Sonia Gioria (ur. 6 stycznia 1978 w Borgomanero we Włoszech) – włoska siatkarka grająca na pozycji rozgrywającej. Obecnie występuje w drużynie GSO Villa Cortese.

## Kariera
- Pavic Romagnano (1996–1998)
- Asystel Novara(1998–2000)
- Casale Monferrato (2000–2001)
- De Tommasi Chieri (2001–2002)
- Famila Chieri (2002–2004)
- Volley Isernia (2004–2005)
- Pallavolo Ostiano (2005–2008)
- Parma Volley Girls (2008–2010)
- GSO Villa Cortese (2010–2011)

## Sukcesy
- puchar Włoch (2011)
- wicemistrzostwo Włoch (2011)